# Molerov Spur
Der Molerov Spur (englisch; bulgarisch Молеров рид Molerow rid) ist ein 4,5 km langer und zwischen 1400 und 1600 m hoher Gebirgskamm in den südlichen Ausläufern des Herbert-Plateaus an der Nordenskjöld-Küste des Grahamlands auf der Antarktischen Halbinsel. Er ragt 8,5 km nordwestlich des Stoykite Buttress, 3,5 km nordöstlich des Fender Buttress und 6 km südwestlich des Gebirgspasses The Catwalk in südlicher Richtung in die Eismassen des Drygalski-Gletschers hinein.
Britische Wissenschaftler kartierten ihn 1978. Die bulgarische Kommission für Antarktische Geographische Namen benannte ihn 2013 nach dem bulgarischen Künstler Dimitar Molerow (1780–1853).